# Rhynchium xanthurum
Rhynchium xanthurum är en stekelart som beskrevs av Henri Saussure 1856. Rhynchium xanthurum ingår i släktet Rhynchium och familjen Eumenidae. Inga underarter finns listade i Catalogue of Life.